# Dendrocerus rosularum
Dendrocerus rosularum är en stekelart som först beskrevs av Julius Theodor Christian Ratzeburg 1852.  Dendrocerus rosularum ingår i släktet Dendrocerus och familjen trefåresteklar. Inga underarter finns listade i Catalogue of Life.